# Joaquín Valverde Sanjuán
Joaquín "Quinito" Valverde Sanjuán (Madrid, 2 de enero de 1875-Ciudad de México, 4 de noviembre de 1918) fue un compositor español, autor de más de doscientas zarzuelas y revistas, en su gran mayoría en colaboración con otros músicos. Es autor de la canción Clavelitos.

## Biografía
Era hijo del también compositor de zarzuela extremeño Joaquín Valverde Durán, por ello y para evitar la confusión con su padre se le acostumbraba a llamar «Quinito». Estudió música en el Conservatorio de Madrid empezando a componer desde muy joven, compuso su primera zarzuela, Con las de Caín hacia 1890, con tan solo catorce años de edad.
Sus mayores éxitos los tuvo en colaboración con otros artistas, Al igual que su padre, que fue uno de dichos colaboradores. Sus mayores y más numerosos éxitos los tuvo con Tomás López Torregrosa con quien estrenó Los puritanos en 1894, El pobre diablo en 1897, El primer reserva (1897), Los chicos de la escuela (1903) o El pobre Valbuena de 1904.
Con Ramón Estellés escribió diversas obras bastante populares como La marcha de Cádiz en 1896. Otros colaboradores son Rafael Calleja con quien compuso El iluso Cañizares en 1905 y con José Serrano estrenó El Pollo Tejada en 1906 y El amigo Melquíades en 1914. La famosa canción Clavelitos con letra de José Juan Cadenas es una de sus escasas composiciones en solitario célebres. Ha sido interpretada por sopranos tan diversas como Conchita Supervía, Lucrezia Bori, Amelita Galli-Curci, Rosa Ponselle, Antonina Nezhdanova, María de los Ángeles Morales, Victoria de los Ángeles, o Florence Foster Jenkins, y tenores como Luis Mariano. Otras canciones famosas en la época fueron El Polichinela, El Pai-Pai o La Machicha, escrita para Consuelo Vello, apodada La Fornarina. 
Tras la muerte de su padre en 1910 se desplazó a París donde conoció considerable fama internacional que le permitió estrenar obras en la capital francesa así como colaborar en producciones de Broadway que recibieron excelentes críticas en los diarios de la época. De esta época son la revista L'Amour en Espagne (París, 1909), The Land of Joy (Nueva York, 1917) y la menos exitosa A Night in Spain (Nueva York, 1917). En sus obras de Broadway incluía actores en lengua inglesa si bien la mayoría de la obra era en español. La estrella era la bailarina Antonia Mercé y Luque, «La Argentina», que apareció por vez primera en las obras de Valverde en París en 1910.
Su estilo es ligero y sin pretensiones, por lo que supo conectar con el público de su tiempo aunque en la actualidad no se le considera a la altura de otros grandes compositores de su tiempo.
Falleció en 1918, víctima de la gripe, en México.

## Obra
1890
- Con las de Caín

1891
- Los Boquerones (Joaquín Viaña)
- Cerrado por nacimiento (Federico Gassola)
- Caretas y capuchones
- Charito
- Entrar en la casa
- El mirlo blanco
- La fuente de los milagros

1892
- El Gran Capitán (López Torregrosa)
- El botón de muestra
- Corte y cortijo
- El día del Juicio
- El paso de Judas
- El cervecero

1893
- Boda de Serafín, alias, el Zapaterín (Joaquín Valverde)
- Antolín

1894
- Los puritanos (López Torregrosa)
- El señor Pérez (Ramón Estellés)
- El doctor Paletilla
- La noche de San Juan (Joaquín Valverde)
- Al santo, al santo

1896
- Los cocineros (López Torregrosa)
- La zíngara (López Torregrosa)
- Sombras chinescas (López Torregrosa)
- El vivo retrato (López Torregrosa)
- La casa de las comadres (Ramón Estellés)
- La tonta de capirote (Ramón Estellés)
- Las escopetas (Ramón Estellés)
- Los coraceros
- Los diablos rojos
- El padre Benito
- La Marcha de Cádiz (Ramón Estellés)

1897
- El Arco Iris (López Torregrosa)
- El Pobre diablo (López Torregrosa)
- La Niña de Villagorda (López Torregrosa)
- El Primer reserva (López Torregrosa)
- Madrid de noche
- La Torre de Babel
- La Primera Vara (Joaquín Valverde)
- El Cocinero de S.M.

1898
- Las castañeras picadas (López Torregrosa)
- El fin de Rocambole (Ramón Estellés)
- La batalla de Tetuán (Joaquín Valverde)
- La chiquita de Nájera
- El sueño de una noche de verano
- Los Tres millones (Joaquín Valverde)

1899
- Las buenas formas (Ángel Rubio)
- Los besugos (Arturo Saco del Valle)
- Instantáneas (López Torregrosa)
- El último chulo (López Torregrosa)
- Los flamencos (López Torregrosa)
- El trabuco (López Torregrosa)
- Bettina
- La Mari Juana
- Concurso universal (Rafael Calleja Gómez)

1900
- La señora capitana (Tomás Barrera)

1901
- El Pudín Negro de Stornoway (López Torregrosa)
- Chispita o el barrio de Maravilla (López Torregrosa)
- Los Niños llorones (López Torregrosa)
- Plantas y flores (López Torregrosa)
- El Barrio de Maravillas (López Torregrosa)
- El Género ínfimo (Tomás Barrera)

1902
- Los granujas (López Torregrosa)
- La muerte de Agripina (López Torregrosa)
- San Juan de Luz (López Torregrosa)
- La casta Susana
- Las grandes cortesanas
- Viva Córdoba
- Los nenes

1903
- Los chicos de la escuela (López Torregrosa)
- El puesto de flores (López Torregrosa)
- Colorín, colorao (López Torregrosa)
- El terrible Pérez (López Torregrosa)
- Man´zelle Margot (Ruperto Chapí, Joaquín Valverde)
- El corneta de la partida

1904
- El pobre Valbuena (López Torregrosa)
- El hijo de Bhuda (Rafael Calleja Gómez)
- Las estrellas (José Serrano)
- Y no es noche de dormir (José Serrano)
- El trébol (José Serrano)
- Congreso feminista
- La galerna
- La obra de temporada

1905
- El Cake walk (Ángel Rubio)
- La mulata (Rafael Calleja Gómez y Vicente Lleó)
- Biblioteca popular (Rafael Calleja Gómez)
- La reja de la Dolores (José Serrano)
- Pasacalle
- Los tres gorriones
- El iluso Cañizares (Rafael Calleja Gómez)
- El perro chico (José Serrano)
- El tío Charra

1906
- El Moscón (López Torregrosa)
- La pena negra (López Torregrosa)
- El recluta (López Torregrosa)
- La casa de la juerga (Juan Gay)
- El noble amigo (Rafael Calleja Gómez)
- La ola verde (Rafael Calleja Gómez)
- El cocotero
- El distinguido Sportmant (Rafael Calleja Gómez)
- El bals de las sombras
- Los bárbaros del norte (Ruperto Chapí, Joaquín Valverde)
- El Pollo Tejada (José Serrano)

1907
- El Gallo de la pasión
- Sangre Moza (Joaquín Valverde)

1911
- Gente menuda
- La Rosa de Granada

1912
- El arroyo (Luis Foglietti)
- El fresco de Goya
- El príncipe casto (Rafael Calleja Gómez)

1913
- Los apaches en París (Luis Foglietti)
- La última película (López Torregrosa)
- La hermosa cigarrera

1914
- La Gitanada (Luis Foglietti)
- Serafina la rubiales (Luis Foglietti)
- El Príncipe carnaval (José Serrano)
- El amigo Melquíades (José Serrano)
- La Feria de Abril (Luis Foglietti)
- El Potro salvaje (Pablo Luna)
- A ver si cuidas de Amelia (Luis Foglietti)

Sin fecha confirmada
- Los Camarones (López Torregrosa)
- Madrid Petit (Joaquín Valverde)
- Titirimundi
- Los invasores
- La de vamonos
- El Maestro Lamparilla (Enrique Bru)
- La Guitarra (López Torregrosa)
- La Magia Negra (Manuel Fernández Caballero)
- Mundo, demonio y carne, o Un viaje disparatado (Fernández Caballero)